# Peter Mauley, 4. Baron Mauley
Peter Mauley, 4. Baron Mauley (* um 1331; † 1383), war ein englischer Adliger. Er war ein Sohn von Peter Mauley, 3. Baron Mauley und dessen Frau Margaret Clifford. Sein Vater starb 1355, worauf Mauley dessen umfangreichen Besitzungen in Yorkshire erbte. Erhebliche Teile des Besitzes musste er jedoch seiner Mutter als Wittum übergeben, die erst 1382 starb. Als Baron Mauley war er mehrmals Mitglied des Parlaments.
Während des Hundertjährigen Kriegs kämpfte Mauley unter dem Schwarzen Prinzen in der Gascogne und 1356 in der Schlacht bei Poitiers. Anschließend diente er in Nordengland. In seiner ersten Ehe heiratete er vor dem 18. November 1356 Elizabeth, die Witwe von John Darcy, 2. Baron Darcy de Knayth und Tochter und Erbin von Nicholas Meinill, 1. Baron Meinill. Nach ihrem Tod 1368 heiratete er in zweiter Ehe Constance († 1401), die Tochter und Miterbin von Sir Thomas Sutton aus Bransholme. Da sein Sohn Peter VII Mauley († zwischen 1378 und 1383) vor Mauleys Tod gestorben war, erbte sein minderjähriger Enkel Peter seine Besitzungen. Seine Witwe Constance heiratete nach seinem Tod Sir John Godard.